# Scirocco-Powell
Scirocco-Powell est une écurie de course américaine fondée par Hugh Powell en 1963 et engagée à cinq reprises en Formule 1 entre 1963 et 1964. Les Scirocco-Powell n'ont jamais inscrit de points en championnat, le meilleur résultat obtenu étant une huitième place au Grand Prix de Belgique 1963.

## Historique

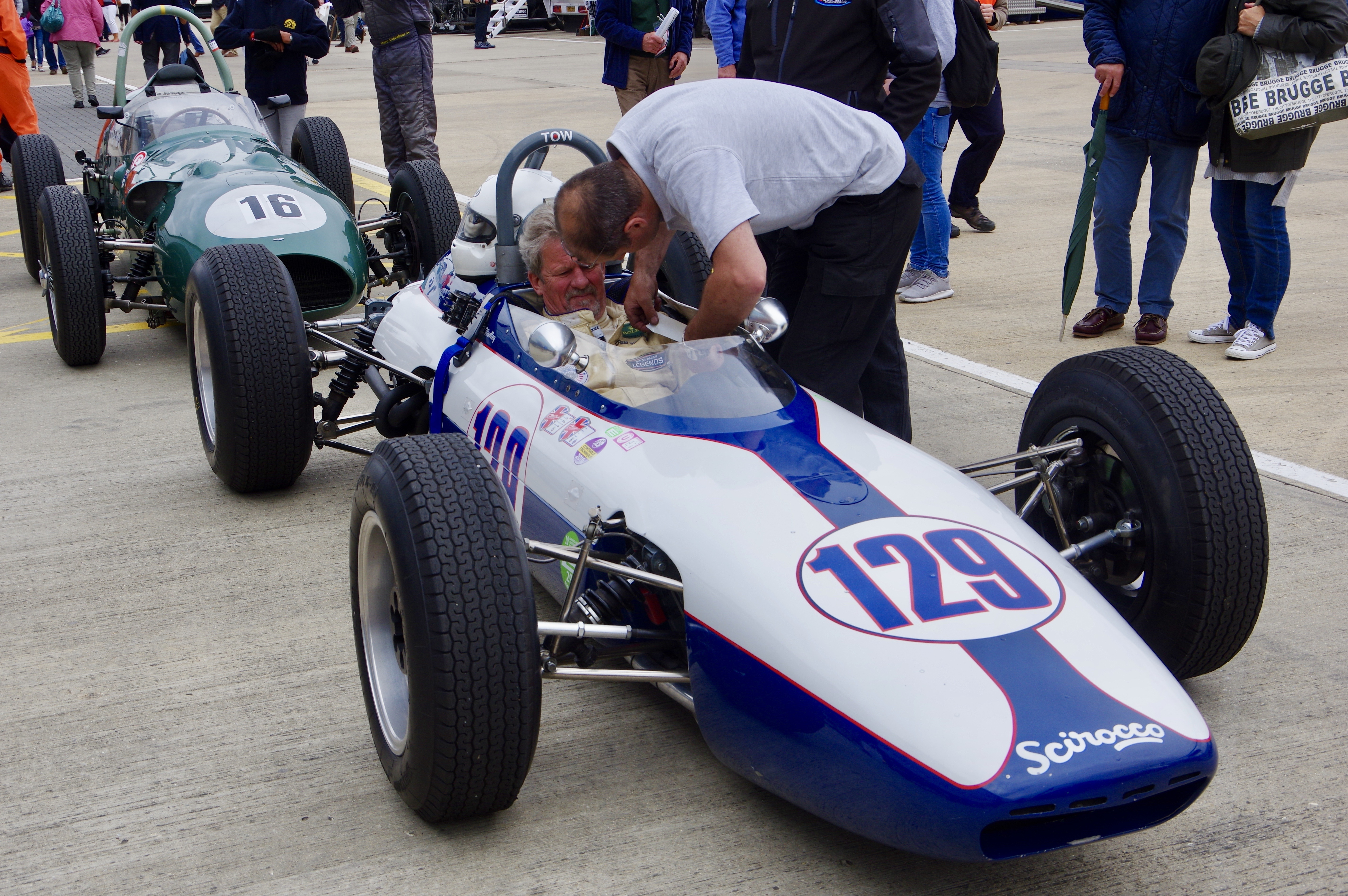
La Scirocco SP à Silverstone en 2017.

En 1960, Connaught Engineering, écurie britannique sur le déclin, quitte la Formule 1 ce qui contraint Paul Emery, gentleman-driver sur Connaught à ressusciter son ancienne officine de construction de monoplaces Emeryson pour pouvoir poursuivre la compétition. Avec l'appui d'anciens mécaniciens de Connaught, il construit une Formule 2 (l'Emeryson-Maserati 61), engagée en 1961 par la jeune Écurie nationale belge (ENB), sans résultat.
En 1962, Les Emeryson obtiennent leur qualification à trois reprises en championnat. Wolfgang Seidel, sur Emeryson-Climax 61, se qualifie en vingtième position du Grand Prix des Pays-Bas mais n'est pas classé. L'équipe est alors vendue à l'américain Hugh Powell qui confie la monoplace à Tony Settember qui réalise un double exploit en se qualifiant en dix-neuvième position au Grand Prix de Grande-Bretagne (meilleure qualification d'une Emeryson) et réalise le meilleur résultat de l'écurie, en terminant onzième. Plus tard, il se qualifie en fond de grille au Grand Prix d'Italie mais ne reçoit pas le drapeau à damier.
En 1963, les Emeryson-Powell sont rebaptisées Scirocco-Powell SP et mues par un BRM V8. Les Scirocco effectuent leurs premiers tours de roues au Grand Prix de Belgique. À partir du Grand Prix de Grande-Bretagne, Powell engage deux monoplaces, Ian Burgess épaulant Settember. Dans la saison, Settember se qualifie quatre fois et Burgess deux, mais les pilotes ne reçoivent jamais le drapeau à damier. C'est hors-championnat, lors du Grand Prix d'Autriche que les Scirocco tirent leur épingle du jeu lorsque Settember termine second derrière Jack Brabham.
En 1964, La Scirocco SP reçoit un moteur Climax V8 et est confiée au pilote belge André Pilette qui avait, au sein de l'ENB, déjà piloté la monoplace lorsqu'elle s'appelait encore Emeryson. Pilette ne parvient à se qualifier que pour son Grand Prix national mais doit abandonner sur rupture mécanique. Hugh Powell, conscient que son écurie n'est pas du tout compétitive, abandonne l'aventure en Formule 1 après le Grand Prix d'Allemagne.

## Résultats en championnat du monde de Formule 1
| Saison | Écurie                | Châssis     | Moteur | Pneus  | Pilotes                    | Grands Prix disputés    | Points inscrits | Classement |
| ------ | --------------------- | ----------- | ------ | ------ | -------------------------- | ----------------------- | --------------- | ---------- |
| 1963   | Scirocco Racing Cars  | Scirocco SP | BRM    | Dunlop | Ian Burgess Tony Settember | 5 (1 non-participation) | 0               | Non classé |
| 1964   | Équipe Scirocco Belge | Scirocco SP | Climax | Dunlop | André Pilette              | 2 (1 non-qualification) | 0               | Non classé |

| Saison | Écurie                | Châssis      | Moteur | Pneumatiques | Pilotes        | Courses | Courses | Courses | Courses | Courses | Courses | Courses | Courses | Courses | Courses | Points inscrits | Classement |
| Saison | Écurie                | Châssis      | Moteur | Pneumatiques | Pilotes        | 1       | 2       | 3       | 4       | 5       | 6       | 7       | 8       | 9       | 10      | Points inscrits | Classement |
| ------ | --------------------- | ------------ | ------ | ------------ | -------------- | ------- | ------- | ------- | ------- | ------- | ------- | ------- | ------- | ------- | ------- | --------------- | ---------- |
| 1963   | Scirocco Racing Cars  | Scirocco SP1 | BRM    | Dunlop       |                | MON     | BEL     | P-B     | FRA     | GBR     | ALL     | ITA     | USA     | MEX     | AFS     | 0               | Non classé |
| 1963   | Scirocco Racing Cars  | Scirocco SP1 | BRM    | Dunlop       | Ian Burgess    |         | Forf    |         | Forf    | Abd     | Abd     | Forf    |         |         |         | 0               | Non classé |
| 1963   | Scirocco Racing Cars  | Scirocco SP1 | BRM    | Dunlop       | Tony Settember |         | Abd     |         | Abd     | Abd     | Abd     | Nq      |         |         |         | 0               | Non classé |
| 1964   | Équipe Scirocco Belge | Scirocco SP1 | Climax | Dunlop       |                | MON     | P-B     | BEL     | FRA     | GBR     | ALL     | AUT     | ITA     | USA     | MEX     | 0               | Non classé |
| 1964   | Équipe Scirocco Belge | Scirocco SP1 | Climax | Dunlop       | André Pilette  |         |         | Abd     |         |         | Nq      |         |         |         |         | 0               | Non classé |

Légende : ici 